# Resolution 1454 des UN-Sicherheitsrates
Resolution 1454 des UN-Sicherheitsrats wurde am 30. Dezember 2002 unter Hinweis auf die Resolutionen 661, 986, 1284, 1352, 1360, 1382, 1409 und 1447 angenommen.
Resolution 1454 bekräftigte die Anerkennung aller Mitgliedsstaaten zur Souveränität und territorialen Unversehrtheit Iraks. Der Sicherheitsrat billigte Anpassungen der Warenüberprüfungsliste für beschränkt zugelassene Güter des Öl-für-Lebensmittel-Programms. Bei den beschränkt zugelassenen Gütern handelt es sich um biologische, chemische oder mit Raketen in Verbindung stehende Waren. Außerdem soll der dafür zuständige Ausschuss die Warenüberprüfungsliste und die Verfahren zur Anwendung der in dieser Liste aufgeführten Güter regelmäßig überprüfen und, falls erforderlich, dem Sicherheitsrat Empfehlungen zu Änderungen dieser Liste geben. UN-Generalsekretär Kofi Annan wurde angewiesen, binnen 60 Tagen Verbrauchsraten und Verwendungsmengen für die in dieser Resolution bestimmten Chemikalien und Medikamente festzulegen.
Die Resolution wurde mit den Stimmen von 13 Mitgliedern des Sicherheitsrats angenommen; Russland und Syrien enthielten sich der Stimme. Resolution 1454 ist die letzte vom Sicherheitsrat im Jahr 2002 verabschiedete Resolution.